# 澎湖區漁會
澎湖區漁會，現隸屬中華民國全國漁會轄下組織，台灣澎湖縣的漁業團體，前身為日治時期明治43年（1910年）成立的澎湖水產會，除在馬公市設有總部等行政單位之外並設信用部，在馬公市、湖西鄉、白沙鄉、西嶼鄉、望安鄉和七美鄉皆設有漁會辦事處，另兼管理澎湖魚市場、魚產品直銷中心（菊島之星）、澎湖漁業通信電台等業務。:138

## 沿革

### 日治時期
台灣與澎湖四面環海，但清領時期受限於船隻、漁具、技術，漁業規模不大，且僅限沿岸捕魚，無法提供大規模產銷。1895年日本帝國統治台灣之後，為提升漁業產值和規模，陸續引進改良的漁法、漁具，增加漁業產銷效率，政策性扶植地方的「漁業組合」和「水產會」。「漁業組合」和「水產會」性質不同，前者「漁業組合」偏向民間性組織的漁業合作社，組合長、理監事皆由民間遴選擔任；後者「水產會」則是準公共法人團體，組織範圍以行政區域劃分，會長、業務由州知事、廳長與地方行政人員兼辦。「漁業組合」和「水產會」有不少性質重疊的業務，惟較大的差異在於「水產會」另有「技術指導」、「水產統計調查」等輔導和調查型業務。:14-15
澎湖最初的漁業團體創辦於明治43年（1910年）8月，由媽宮鄉紳鄭馨秋計26人聯名發起「澎湖水產會」，經辦水產技術指導、漁民遭難救濟，漁市場經營管理、漁產品販購、漁業貸款等業務。「澎湖水產會」是半官方組織，組織成員有漁業工作者、水產物製造者、水產物仲介商等，推澎湖廳長兼任會長，每年向會員徵收會費，澎湖廳亦會編款補助款挹注。:216
大正九年（1920年）間，台灣總督府的第八任台灣總督田健治郎（任期：1919年－1923年）推動行政區域改制，原澎湖廳改組成高雄州澎湖郡:143:98-100，澎湖水產會在大正13年（1928年）改名為「高雄州水產會澎湖支部」，大正15年（1926年）脫離高雄州，恢復澎湖廳單獨自立，又在昭和三年（1928年）再度更名為「澎湖廳水產會」。:216除了上述澎湖水產會之外，澎湖廳轄下的各庄也陸續成立「漁業組合」，茲列表如下：
| 名稱                       | 成立年份           | 現址         | 性質                             | 組合員                           | 備註                             |
| -------------------------- | ------------------ | ------------ | -------------------------------- | -------------------------------- | -------------------------------- |
| 澎湖水產會                 | 明治43年（1910年） | 馬公市       | 水產會                           |                                  | 全台首創「水產會」               |
| 將軍澳漁業組合             | 大正14年（1925年） | 望安鄉將軍村 | 漁業組合                         | 107                              |                                  |
| 水垵漁業組合               | 大正15年（1926年） | 望安鄉水垵村 | 漁業組合                         | 81                               |                                  |
| 保證貴任鎖管港漁業組合     | 大正15年（1926年） | 馬公市鎖港里 | 漁業組合                         | 78                               |                                  |
| 保證貴任良文港漁業協同組合 | 昭和12年（1937年） | 湖西鄉龍門村 | 漁業協同組合                     | 129                              |                                  |
| 鎖管港漁業協同組合         | 昭和13年（1938年） | 馬公市鎖港里 | 漁業協同組合                     |                                  | 原漁業組合改制                   |
| 將軍澳漁業協同組合         | 昭和14年（1939年） | 湖西鄉龍門村 | 漁業協同組合                     |                                  | 原漁業組合改制                   |
| 保證貴任花宅漁業協同組合   | 昭和17年（1942年） | 望安鄉中社村 | 漁業協同組合                     | 137                              |                                  |
| 澎湖廳水產業會             | 昭和18年（1943年） |              | 澎湖各地漁業組合和澎湖水產會合併 | 澎湖各地漁業組合和澎湖水產會合併 | 澎湖各地漁業組合和澎湖水產會合併 |

昭和10年（1935年）6月1日，台灣總督府透過調查，在基隆與澎湖之間海域發現大片珊瑚礁林，同年8月間，澎湖廳水產會獲得經營珊瑚市場的許可。昭和15年（1940年），台灣成立「臺灣珊瑚輸出組合」，成員包括珊瑚相關從業者，包括採集業、加工業、經紀人、技術指導等相關人士，在澎湖珊瑚礁產業扮演舉足輕重的角色，不過，澎湖的珊瑚業經營時間約莫僅兩年，昭和16年（1941年）逢太平洋戰爭爆發，珊瑚市場急遽萎縮，當即宣告停頓。:61、66、69
昭和18年（1943年）4月，台灣總督府為應付戰時體制，成立「臺灣水產物配給統制株式會社」，將水產物或魚市場買賣經營，納入政府強制介入統籌配給制度，並著手整併各地區漁業團體，將市街庄級的漁業協同組合等改制成「漁業會」、州廳級水產會改組「州廳水產業會」，臺灣水產會變動為「臺灣水產業會」，澎湖廳水產會也在同一時期整併其他漁業組合，統合成「澎湖廳水產業會」。此次改制意義在於將原本以指導、技術推廣性質的「水產會系統」，以及以經濟性質較強的「漁業組合系統」，整合為一元化的系統組織，自此台灣各州廳的漁業生產或出售，僅能委託予政府指定窗口負責。:71臺灣水產業會首任會長，由台灣總督府總務長官齋藤樹出任，其餘水產事業管理，大抵由台灣總督府農商局管理，延續至昭和20年（1945年），日本昭和天皇宣告無條件投降、第二次世界大戰結束，中華民國政府接管台灣、澎湖群島為止。:71-72

### 中華民國時期
民國34年（1945年），台灣地區最高行政總署改制為「臺灣行政長官公署」，接收台灣總督府農商局，更易為農林處，首任處長趙連芳，原日治時期的水產課改水產科，下分水產、漁政、漁管三股，漁業法規與魚市場制度重新改革。民國35年（1946年），臺灣行政長官公署發布命令，全台灣的水產會須改組成「漁業生產合作社」、漁業會改組成「漁會」，在民國36年（1947年）整飭完畢；名義上，「合作社」為經濟合作部會、「漁會」則是肩負技術指導和行政部門，兩者名稱雖異，實際上業務性質重疊性過高，造成權責不分的問題；同一年度，又因二二八事件爆發，中華民國政府在4月份決議撤銷台灣行政長官公署，5月16日改組「臺灣省政府」，原農林處改稱農林廳，轄下水產科名稱編制皆保持不變。:72-78:216-217
民國39年（1950年），中華民國政府為讓「漁業生產合作社」和「漁會」事權統一，再度明令組織合併，統稱「漁會」，8月24日召開「臺灣省漁會聯合會」，推選理監事，象徵改組完畢；又因應民國40年（1951年）行政區域調整，將臺灣原8縣9市（省轄市）調整成16縣5市，因應漁會分級採省、縣（市）、鄉（鎮、地區）三級制，漁會區又必須重新調整。:78-83:216-217
民國44年（1955年）4月7日頒布「臺灣省各級漁會改進辦法」，先前由於三級制度實施下，組織成員過於複雜，不少會員根本不是水產相關業者，卻把持會務，影響業務推動甚鉅，其他真正從事漁業工作者反而無法入會，於是此次漁會組織再度有重大的調整，簡述如下：:217
1. 漁會三級制改二級制，廢除縣、鎮漁會，漁會以最基層的「區」為單位，並一律由「省漁會」統管。
2. 將漁會的會員資格劃分成甲類、乙類，細部規定甲類為全職漁業工作者，並可參加漁民保險、乙類為漁類被聘僱者、兼職者或漁獲加工業者；並規定漁會理監事以及會員代表名額，甲類比例需佔三分之二，乙類則在三分之一以內。

戰後初期，漁會組織變動頻繁，澎湖地區的漁會組織規模不大，一般來說皆隨中央法令變動調整，其組織沿革變動列表如下：:217
| 年份                   | 名稱                           | 名稱             | 備註 |
| ---------------------- | ------------------------------ | ---------------- | --- |
| 民國34年（1945年）     | 澎湖縣漁會                     | 澎湖縣漁會       | - 原日治時期的澎湖廳水產業會拆分。 |
| 民國34年（1945年）     | 漁業生產合作社（含澎湖各鄉鎮） |                  | - 原日治時期的澎湖廳水產業會拆分。 |
| 民國39年（1950年）     | 澎湖縣漁會                     | 馬公鎮漁會       | - 澎湖縣漁會、澎湖漁業生產合作社組織合併，統稱「漁會」。 - 漁會分級採「三級制」，澎湖縣漁會上級仍有「臺灣省漁會」管轄。                                        |
| 民國39年（1950年）     | 澎湖縣漁會                     | 湖西鄉漁會       | - 澎湖縣漁會、澎湖漁業生產合作社組織合併，統稱「漁會」。 - 漁會分級採「三級制」，澎湖縣漁會上級仍有「臺灣省漁會」管轄。                                        |
| 民國39年（1950年）     | 澎湖縣漁會                     | 白沙鄉漁會       | - 澎湖縣漁會、澎湖漁業生產合作社組織合併，統稱「漁會」。 - 漁會分級採「三級制」，澎湖縣漁會上級仍有「臺灣省漁會」管轄。                                        |
| 民國39年（1950年）     | 澎湖縣漁會                     | 西嶼鄉漁會       | - 澎湖縣漁會、澎湖漁業生產合作社組織合併，統稱「漁會」。 - 漁會分級採「三級制」，澎湖縣漁會上級仍有「臺灣省漁會」管轄。                                        |
| 民國39年（1950年）     | 澎湖縣漁會                     | 望安鄉漁會       | - 澎湖縣漁會、澎湖漁業生產合作社組織合併，統稱「漁會」。 - 漁會分級採「三級制」，澎湖縣漁會上級仍有「臺灣省漁會」管轄。                                        |
| 民國39年（1950年）     | 澎湖縣漁會                     | 大嶼鄉漁會       | - 澎湖縣漁會、澎湖漁業生產合作社組織合併，統稱「漁會」。 - 漁會分級採「三級制」，澎湖縣漁會上級仍有「臺灣省漁會」管轄。                                        |
| 民國44年（1955年）     | 澎湖縣馬公區漁會               | 澎湖縣馬公區漁會 | - 漁會分級採「二級制」，將縣、鎮、鄉級的漁會均撤除， 原五鄉一鎮的漁會整併成區漁會，總部設於馬公鎮， 原定名為「澎湖馬公區漁會」，同年10月更名為「澎湖區漁會」。 |
| 民國44年（1955年）10月 | 澎湖區漁會                     | 澎湖區漁會       | - 漁會分級採「二級制」，將縣、鎮、鄉級的漁會均撤除， 原五鄉一鎮的漁會整併成區漁會，總部設於馬公鎮， 原定名為「澎湖馬公區漁會」，同年10月更名為「澎湖區漁會」。 |
| 民國58年（1969年）     | 澎湖區漁會                     | 澎湖區漁會       | - 臺灣省各級漁會單位改由臺灣省政府農林廳漁業局擔任主管機關。:121                                                                                               |
| 民國65年（1976年）     | 澎湖區漁會                     | 澎湖區漁會       | - 因應內政部前一年度頒布「漁會法」修正，各級漁會改成「大漁區制」， 漁會再度整併，全臺灣省67家市區漁會及1間辦事處合併成41區漁會。                               |
| 民國70年（1981年）     | 澎湖區漁會                     | 澎湖區漁會       | - 臺灣省漁會再度合併改組，41區漁會合併成37個單位， 另加福建省金門、馬祖2區漁會，總計各級漁會有40個單位。 （37單位+2區漁會+臺灣省漁會本身，共計40個單位。）     |
| 民國72年（1983年）     | 澎湖區漁會                     | 澎湖區漁會       | - 民國71年（1982年），財政部發布《漁會信用部業務管理辦法》，澎湖區漁會據此開辦信用部。                                                                         |
| 民國88年（1999年）     | 澎湖區漁會                     | 澎湖區漁會       | - 中華民國政府實施「精省」，臺灣省政府農林廳和行政院農業委員會進行整編。                                                                                       |
| 民國89年（2000年）     | 澎湖區漁會                     | 澎湖區漁會       | - 漁會中央主管機關從內政部更動，改隸行政院農業委員會漁業署。（今農業部）                                                                                       |
| 民國95年（2006年）     | 澎湖區漁會                     | 澎湖區漁會       | - 農委會成立「農業金融局」，農會、漁會信用部的財源自此有獨立的管理單位。                                                                                       |
| 民國101年（2012年）    | 澎湖區漁會                     | 澎湖區漁會       | - 《漁會法》頒布修正，漁會分為「區漁會」、「全國漁會」， 「臺灣省漁會」走入歷史，在該年11月8日掛牌為「中華民國全國漁會」。                                     |

此外，民國37年（1948年）頒布《動員戡亂時期臨時條款》、民國38年（1949年），中華民國政府頒布「戒嚴令」，各地港口皆有軍人派駐，對老百姓出海或靠近海洋都進行嚴密的管制，如規定漁撈作業凌晨4點才能出海、夜間10點以後禁止漁船在港口出入，對漁撈的業者（如烏魚）生計影響甚鉅。:79-81民國76年（1987年）7月15日，臺灣、澎湖群島等解除「戒嚴令」，台灣地區的海域和海港管制鬆綁，人民得以親近海洋，漁會開始推廣起觀光休閒的活動。:138-139

## 澎湖區漁會組織體制
民國44年（1955年），澎湖區漁會穩固之後，在第一屆至第五屆採「理事長」制，由理事長漁會主導業務。民國65年（1976年），第六屆期間適逢「漁會法」修改，改組為「總幹事」制，即總幹事主導業務後、必須向理事會彙報以示負責，出任總幹事前必須經內政部資格審查，核准之後才能獲得理事會遴聘。又，民國58年（1969年），原澎湖區漁會的理、監事會任期規定是四年，同樣因為民國65年（1976年）「漁會法」修正，第七屆正式採用新制改選。:217-220
| 屆次 | 改選日期                   | 理事長 | 常務監事 | 總幹事 | 備註                                                                          |
| ---- | -------------------------- | ------ | -------- | ------ | ----------------------------------------------------------------------------- |
| 01   | 民國39年（1950年）         | 林澄清 |          |        | - 「理事長」制。                                                              |
| 02   | 民國44年（1955年）         | 李詮   | 宋場圃   | 鄭春滿 | - 「理事長」制。                                                              |
| 03   | 民國47年（1958年）12月     | 呂清水 | 謝克己   | 蕭自柱 | - 「理事長」制。                                                              |
| 04   | 民國50年（1961年）12月     | 許記盛 | 謝克己   | 蕭自柱 | - 「理事長」制。                                                              |
| 05   | 民國54年（1965年）2月      | 林長禮 | 吳便     | －     | - 「理事長」制。                                                              |
| 06   | 民國58年（1969年）5月      | 許記盛 | 陳壽祿   | 蕭自柱 | - 許記盛任內當選第8屆澎湖縣議長                                               |
| 07   | 民國65年（1976年）6月      | 許記盛 | 陳壽祿   | 林輝雄 | - 許記盛任內涉貪汙案，1978年由吳明忠代理理事長。 - 第七屆以後採「總幹事」制。 |
| 08   | 民國70年（1981年）3月      | 陳壽祿 | 項宗信   | 林輝雄 |                                                                               |
| 09   | 民國74年（1985年）3月      | 歐康雄 | 項宗信   | 林輝雄 |                                                                               |
| 10   | 民國78年（1989年）3月      | 洪榮錦 | 蘇進福   | 林輝雄 |                                                                               |
| 11   | 民國82年（1993年）3月      | 洪榮錦 | 蘇進福   | 林輝雄 |                                                                               |
| 12   | 民國86年（1997年）4月      | 陳丁鑽 | 顏敏雄   | 許大洲 |                                                                               |
| 13   | 民國90年（2001年）3月      | 黃福志 | 顏敏雄   | 許大洲 |                                                                               |
| 14   |                            | 歐英豐 |          | 蔡月嬌 |                                                                               |
| 15   | 民國106年（2017年）4月11日 | 歐英豐 | 蘇淑媛   | 蔡月嬌 | - 蘇淑媛為蘇進福之女。                                                        |
| 16   |                            | 吳良添 | 蘇淑媛   | 蔡月嬌 |                                                                               |
| 17   | 民國110年（2021年）4月9日  | 吳良添 | 蘇淑媛   | 蔡月嬌 |                                                                               |
| 18   | 民國114年（2025年）        |        |          |        |                                                                               |

### 組織簡介
澎湖區漁會的組織隨著從業人口有所調整變動，組織成員除了管理階層的幹部，包括甲、乙類會員，又有漁民小組和會員代表等等。:221-222
茲以民國110年（2021年）12月31日的漁會編制為例，澎湖區漁會計會員20,765人，編為68個漁民小組，理事15人、監事5人、會員代表51人，其中理事會置理事長一人、監事組織監事會，置常務監事一人，主理會務策畫、財務監察等事宜，又設總幹事一人，負責執行理事會之決議。
第17屆澎湖區漁會自民國110年（2021年）4月份遴選、公告，任期至民國114年（2025年）改選為止，其幹部名單如下：
| 職稱         | 姓名 | 人數 | 備註                              |
| ------------ | --- | ---- | --------------------------------- |
| 理事長       | 吳良添 | 1    | 行政單位                          |
| 常務監事     | 蘇淑媛 | 1    | 監察單位                          |
| 總幹事       | 蔡月嬌 | 1    | 行政單位                          |
| 理事         | 顏敏雄、黃文哲、蘇全忠、莊喜華、 陳清接、陳長久、莊英珠、歐祖蔭、 李漢群、林宗順、陳國勝、莊振家、 楊志業、陳正賢 | 14   | 理事應選15人，推選一人出任理事長  |
| 監事         | 歐英達、李美金、呂鴻生、呂啟輝                                                                                    | 4    | 監事應選5人，推選一人出任常務監事 |
| 全國漁會代表 | 歐英豐、吳良添、吳再典                                                                                            | 3    |                                   |

### 行政單位
「總幹事」為漁會行政業務主要執行人，其下設置祕書，轄有會務、財務、供銷、推廣、輔導等部（股）並設信用部（白沙分部、西嶼分部）、魚市場、魚產品直銷中心（菊島之星）等事業單位，附屬漁業通訊電台，此外為方便漁民聯絡，在澎湖縣轄下五鄉一市均設辦事處。:221-222
| 單位名稱                 | 地址                              | 負責人（2023年） | 備註       |
| ------------------------ | --------------------------------- | ---------------- | ---------- |
| 馬公辦事處               | 880 澎湖縣馬公市陽明里新生路158號 | 項白蓉           |            |
| 澎湖區漁會會務部         | 880 澎湖縣馬公市陽明里新生路158號 | 陳淑茹           |            |
| 澎湖區漁會財務部         | 880 澎湖縣馬公市陽明里新生路158號 | 曾秀菁           |            |
| 澎湖區漁會供銷部         | 880 澎湖縣馬公市陽明里新生路158號 | 洪嘉鴻           |            |
| 澎湖區漁會輔導股         | 880 澎湖縣馬公市陽明里新生路158號 | 洪嘉鴻           |            |
| 澎湖區漁會推廣部         | 880 澎湖縣馬公市陽明里新生路158號 | 胡正沛           |            |
| 澎湖區漁會第三漁港魚市場 | 880 澎湖縣馬公市陽明里新生路158號 | 盧麗葉           |            |
| 魚產品直銷中心           | 880 澎湖縣馬公市光復里漁隆路50號  | 顏德福           | 即菊島之星 |
| 澎湖區漁會信用部         | 880 澎湖縣馬公市光復里三民路2號   | 陳富政           | 1983年開辦 |
| 澎湖區漁會漁業電台       | 881 澎湖縣西嶼鄉池東村220號       | 朱憶陵           |            |
| 湖西辦事處               | 885 澎湖縣湖西鄉湖西村77號之4     | 呂秀敏           |            |
| 白沙辦事處               | 884 澎湖縣白沙鄉赤崁村373號       | 郭建立           | 附設信用部 |
| 西嶼辦事處               | 881 澎湖縣西嶼鄉池西村176號之1    | 許家琪           | 附設信用部 |
| 望安辦事處               | 882 澎湖縣望安鄉東安村2號之3      | 項白蓉           |            |
| 七美辦事處               | 883 澎湖縣七美鄉南港村11鄰41號    | 胡正沛           |            |

## 圖輯

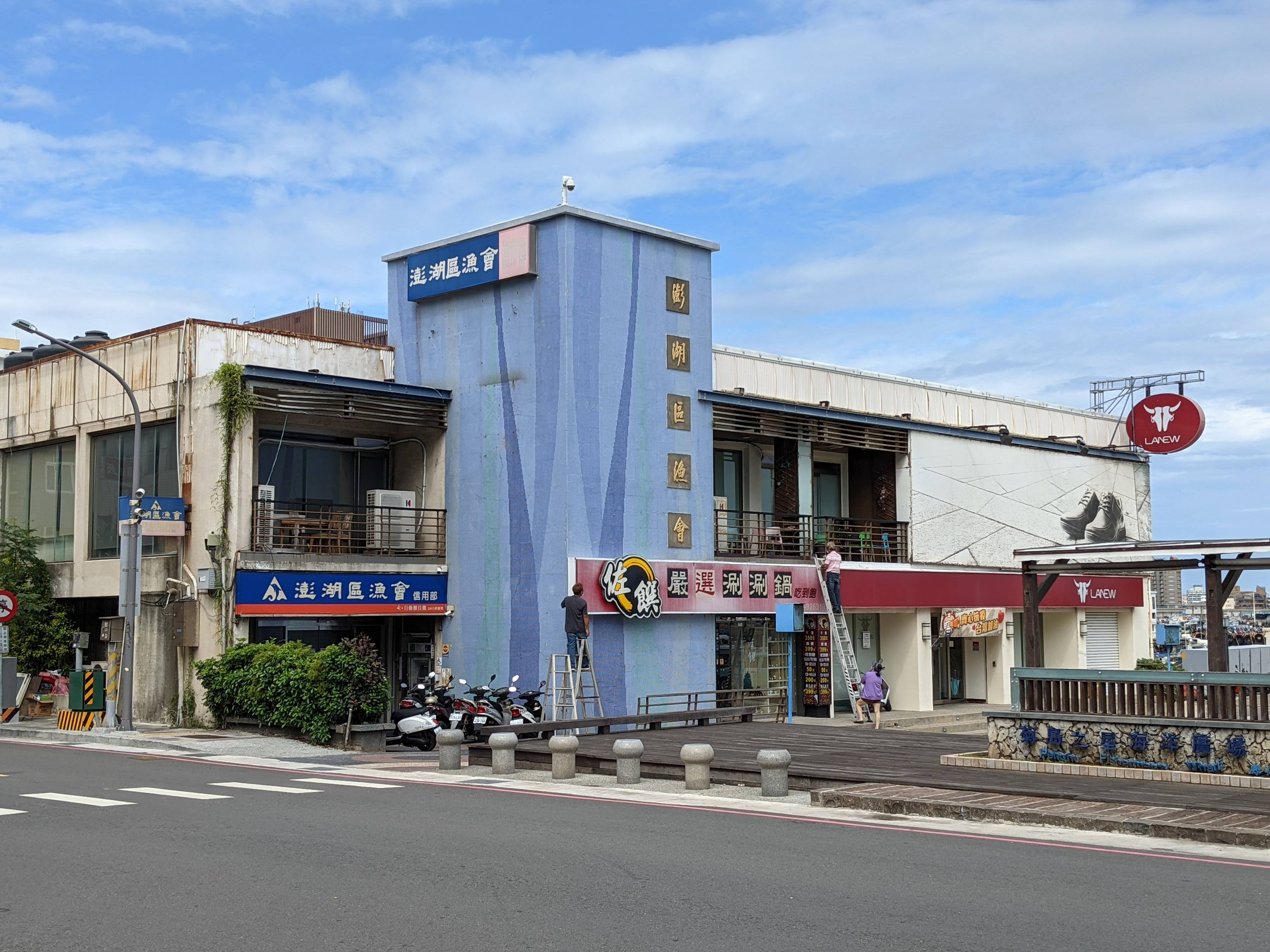
馬公第二漁港漁會信用部
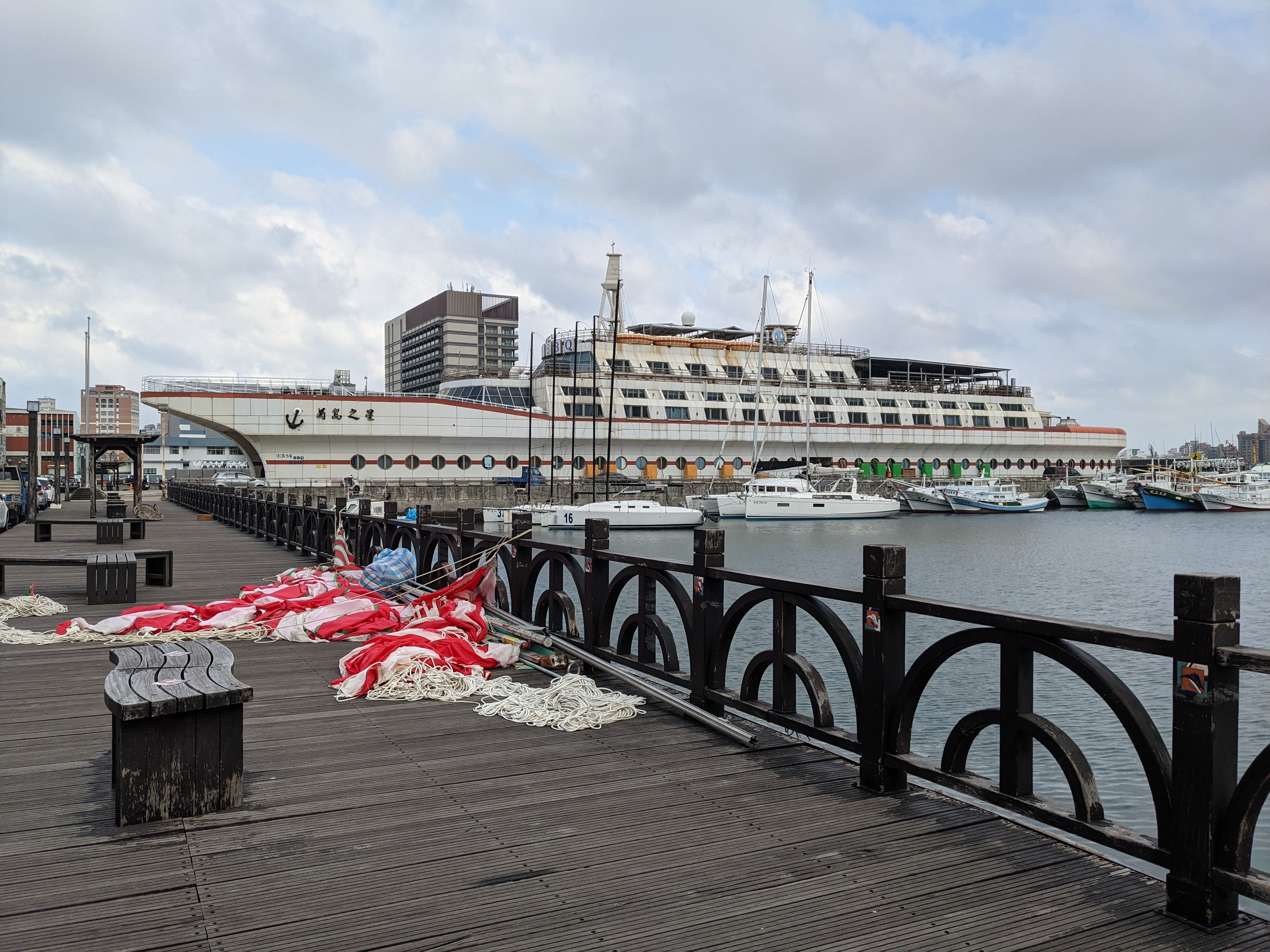
漁會魚產品直銷中心－菊島之星
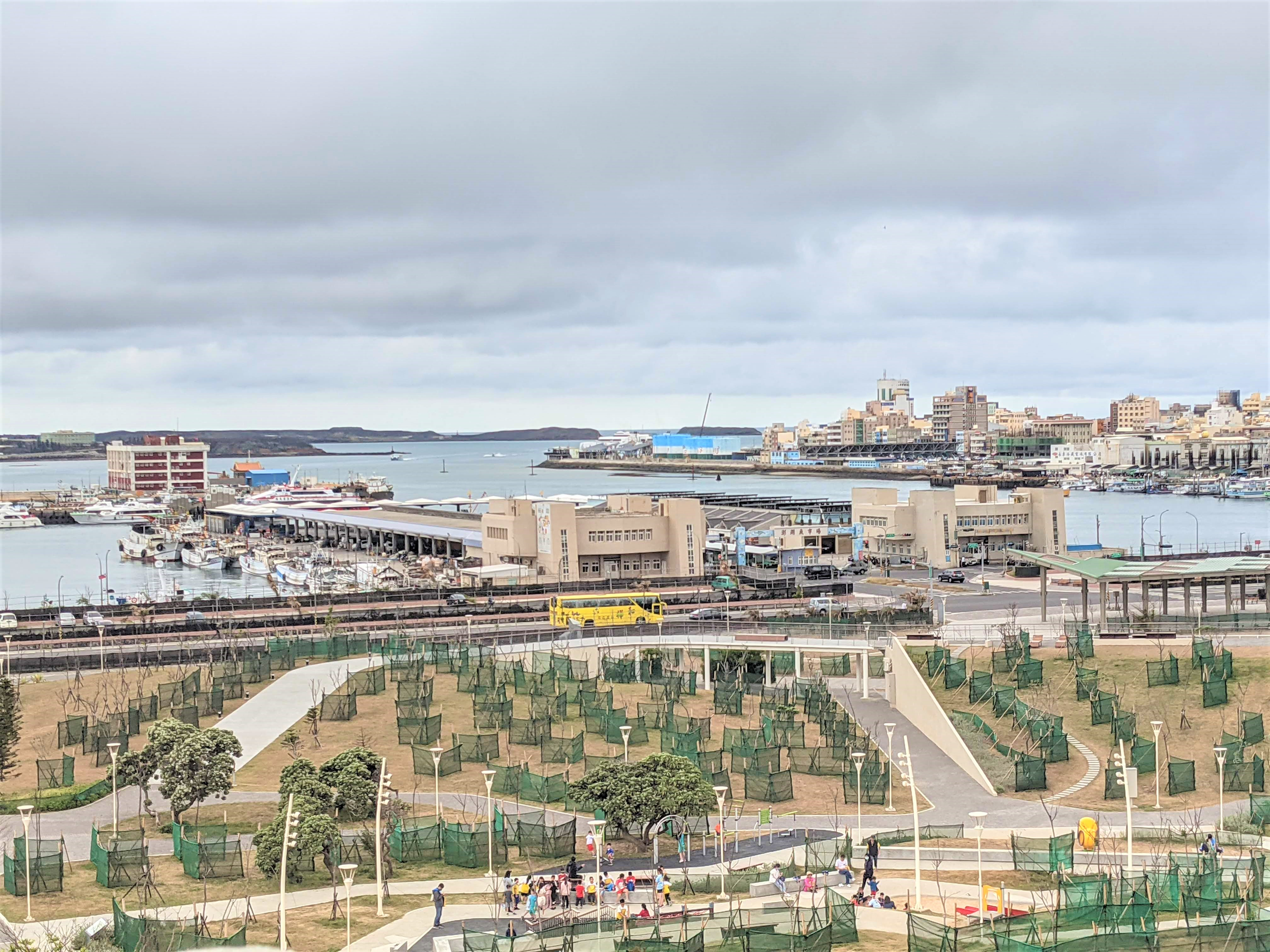
馬公第三漁港的漁會本部與魚市場全景
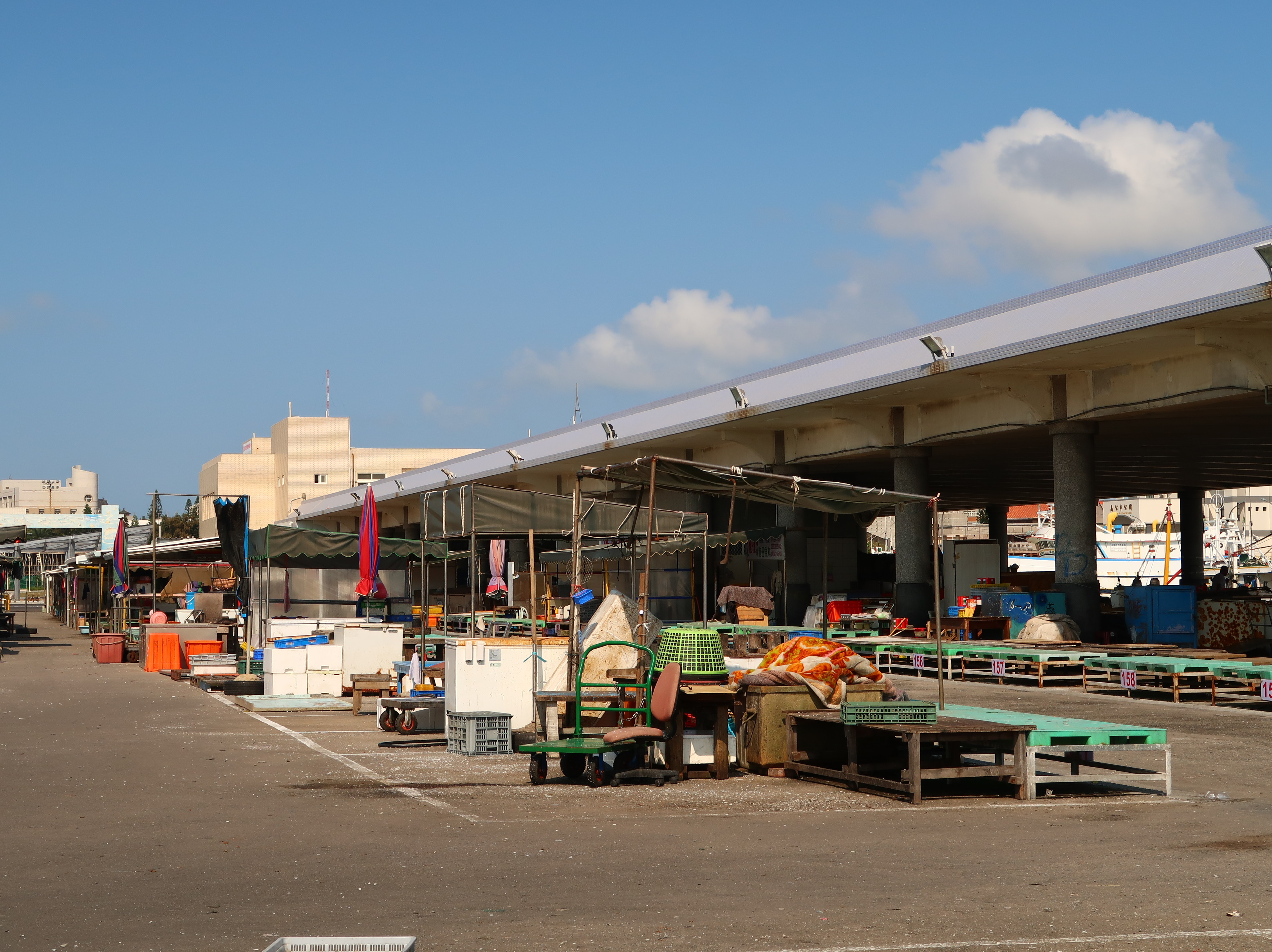
魚市場內一隅
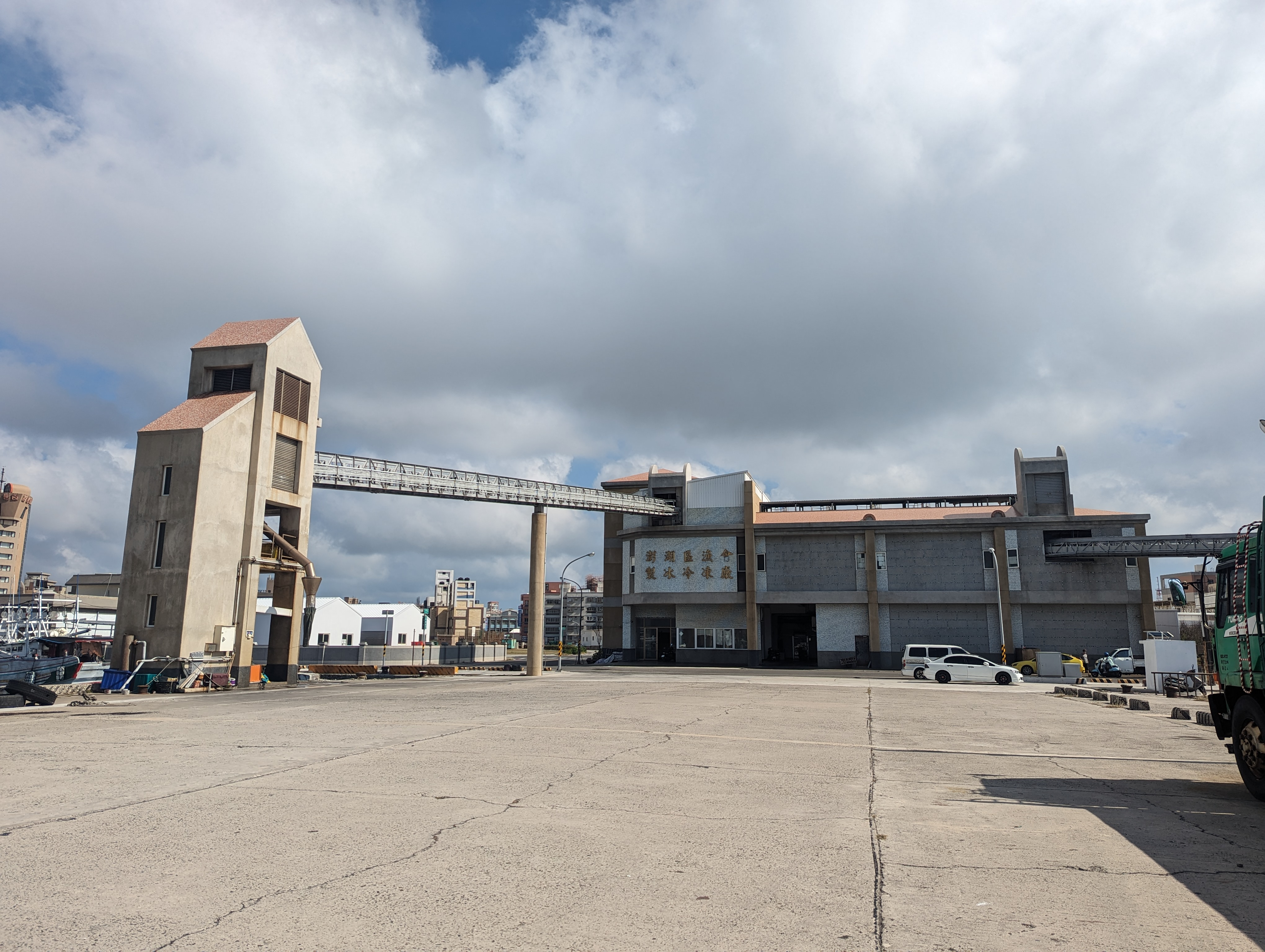
馬公第三漁港製冰冷凍廠
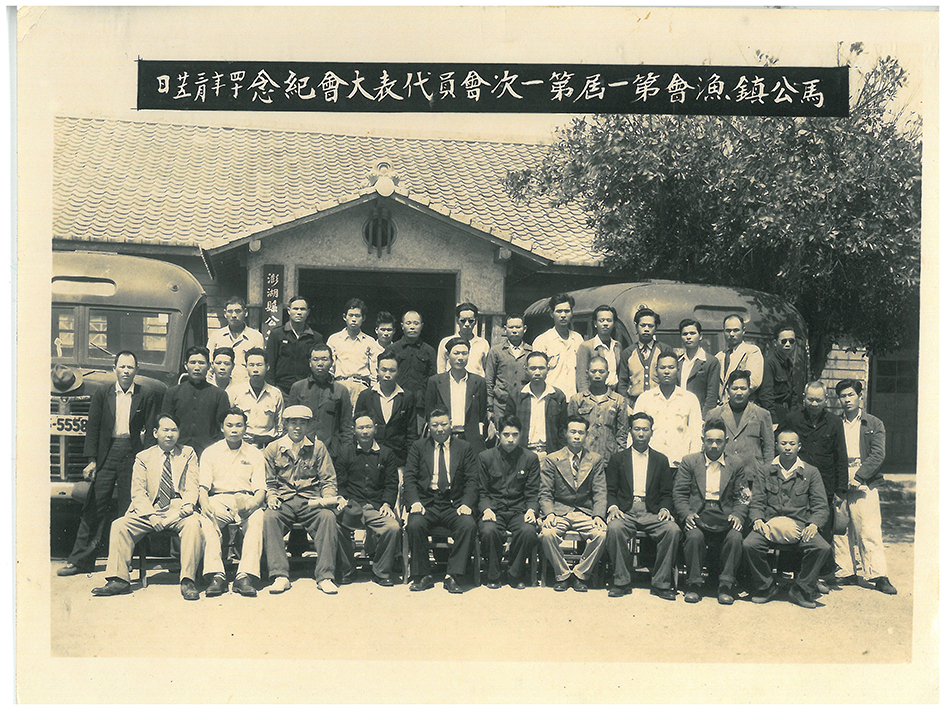
馬公鎮漁會第一屆代表合照（1951年3月25日）

## 外部連結
- 澎湖區漁會 （页面存档备份，存于）
- 澎湖區漁會的Facebook專頁